# Jetel alpínský
Jetel alpínský (Trifolium alpestre) je planě rostoucí, vytrvalý druh rodu jetel (Trifolium). Navzdory svému druhovému jménu se tyto rostliny vyskytují spíše v nižších a teplých polohách. Tento původní druh není v České republice příliš hojný a v minulosti byl považován za vzácnější rostlinu, byl v Červeném a černém seznamu cévnatých rostlin České republiky z roku 2001 hodnocen mezi druhy vyžadující si pozornost (C4a). Postupně jeho populace přestala mizet a v současnosti je řazen mezi běžné rostlinné druhy.

## Výskyt
Vyjma Britských ostrovů, Islandu, Skandinávie a Pobaltí je rozšířen téměř ve všech státech Evropy a dále východním směrem přes evropské Rusko až do oblastí Kavkazu a přilehlého Turecka a Íránu. V České republice roste roztroušeně až místy hojně, nejvíce se vyskytuje v nižších polohách s teplejším klimatem. Naopak téměř zcela schází na Českomoravské vrchovině, v severních Čechách ve Šluknovském a Frýdlantském výběžku, v Jihočeských pánvích a Podbeskydské pahorkatině.

## Ekologie
Relativně teplomilný a světlomilný druh, nejčastěji se objevuje na půdách sušších až středně vlhkých, hluboce humózních i kamenitých, neutrálních až slabě alkalických a s nižší zásobou živin. Vyrůstá v suchých širokolistých i úzkolistých trávnících, v xerofilních křovinách a světlých teplomilných doubravách, ale též na mezích, okolo polních cest, na lesních mýtinách, v lesních lemech či na vinicích. Jetel alpínský je poměrně dlouho vytrvalý a jeho výskyt je typický na mezích a na řidších sečených loukách s nevysokými travinami, kde svou výživnou hodnotou zvyšuje jakost píce. Na jaře obrůstá poměrně pozdě, kvete v červnu a červenci.

## Popis
Vytrvalá, krátce až středně výběžkatá bylina s přímými nebo vystoupavými lodyhami vysokými 20 až 50 cm. Lodyhy vyrůstající z dlouhého, rozvětveného oddenku jsou obvykle jednoduché, hustě chlupaté a rovnoměrně olistěné. Spodní listy s delšími řapíky i horní téměř přisedlé jsou trojčetné. Chlupaté lístky s kratičkými řapíčky bývají 2 až 5 cm dlouhé a 0,5 až 1 cm široké, dlouze eliptické až kopinaté a po obvodě jemně zubaté. Mají střední žilku vyniklou, početné boční jsou jemné, hustě rozvětvené a při okraji zhrubnuté. Blanité palisty jsou podlouhlé, na konci šídlovité, červenohnědě žilkované a polovinou délky srostlé s řapíkem.
Květenství je kulovitá až vejčitá, přisedlá, sytě červená hlávka asi 2 cm velká. Je tvořena 50 až 80 květy a vyrůstá jednotlivě nebo ve dvojici z paždí horních listů. Pětičetné, osově souměrné, oboupohlavné květy dlouhé 12 až 14 mm jsou přisedlé a nemají listeny. Zelenavý kalich je asi 8 mm dlouhý a hustě chlupatý, je dvacetižilný a jeden spodní lístek výrazně přečnívá ostatní, včetně zvonkovité kališní trubky. Koruna je zbarvená nachově nebo purpurově, vzácně růžově nebo bíle a její pavéza je o něco málo delší než člunek. V květu je deset dvoubratrých tyčinek a dlouhá, nitkovitá čnělka. Opylení zajišťuje létající hmyz odnášející si nektar i pyl. Ploidie druhu je 2n = 16. Plodem je drobný, okrouhle vejčitý lusk, semena jsou vejčitá, červenohnědá.

## Význam
Je považován za nekulturní druh jetele a pro pícninářství má jen malý význam. Bývá prospěšný na kosených loukách s méně kvalitními trávami, např. s třeslicí prostřední nebo ovsířem lučním, kde jetel alpínský zlepšuje kvalitu píce. Dobře snáší i dvojí posečení ročně, při častějším nebo při pastvě z porostů ustupuje. Je poměrně výživnou rostlinou a dobytek jej rád požírá do doby kvetení, pak lodyhy začínají dřevnatět. Je velmi bohatou medonosnou rostlinou, produkuje množství nektaru i pylu.

## Galerie

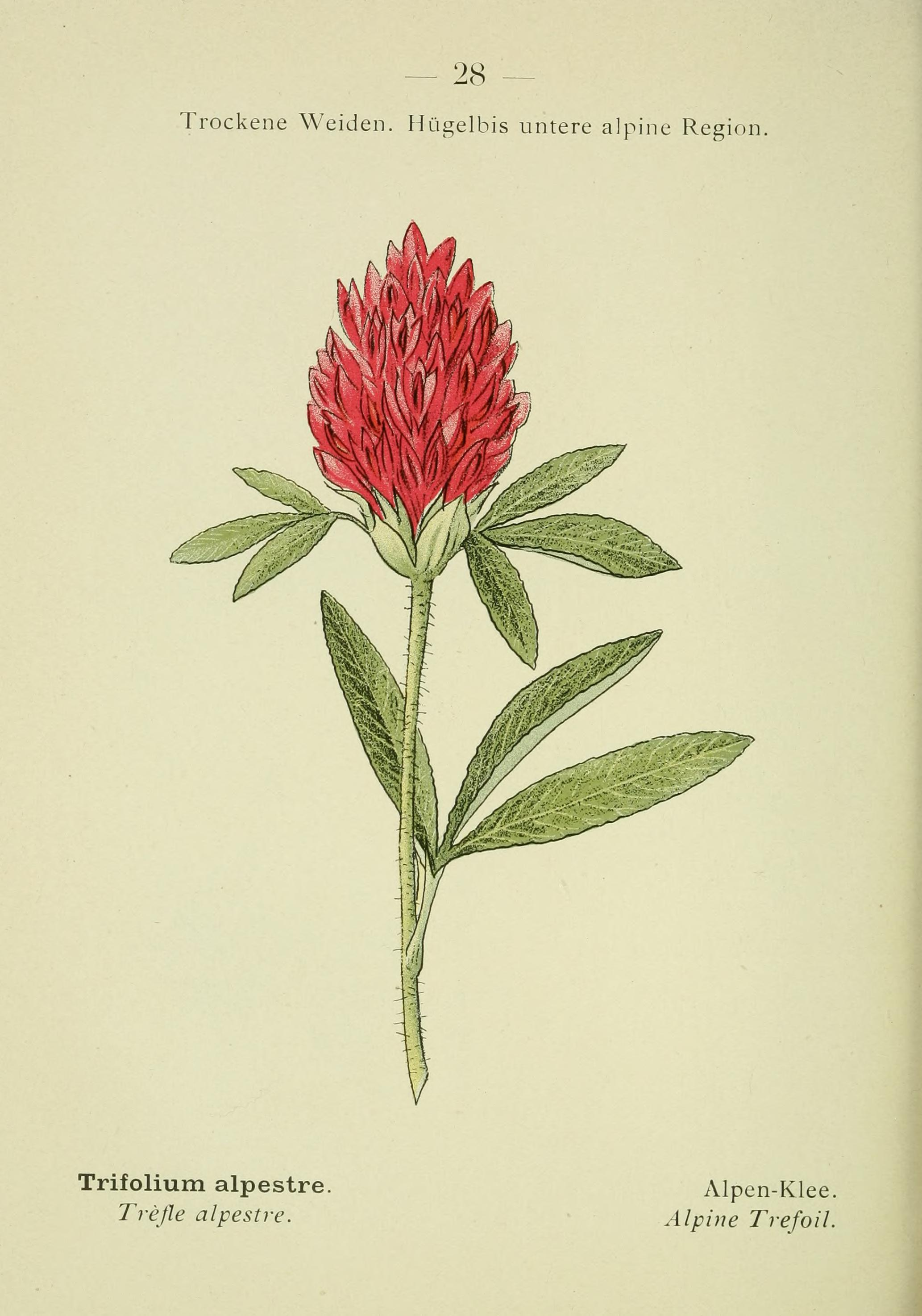
Zobrazení rostliny
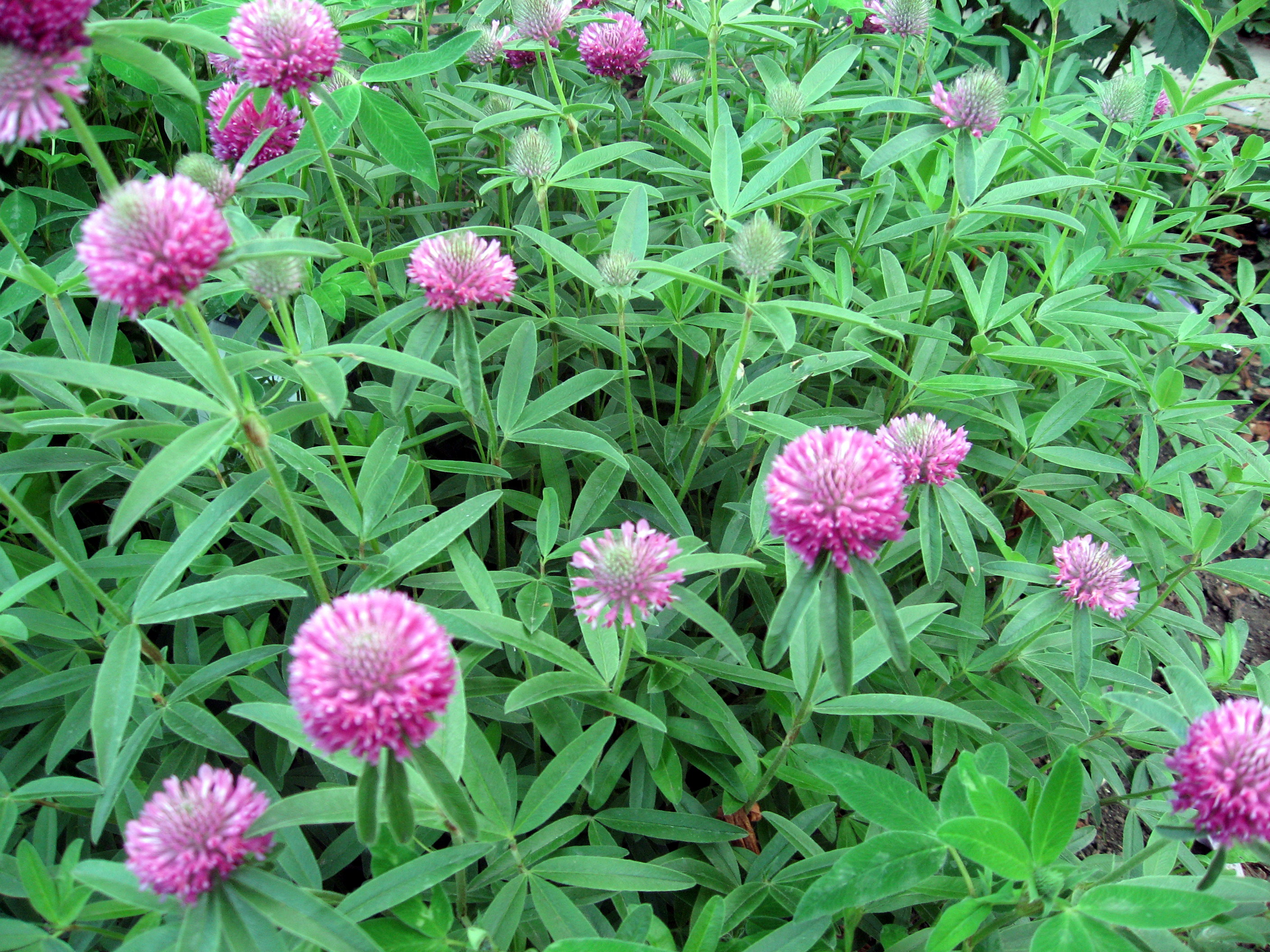
Porost jetele alpínského
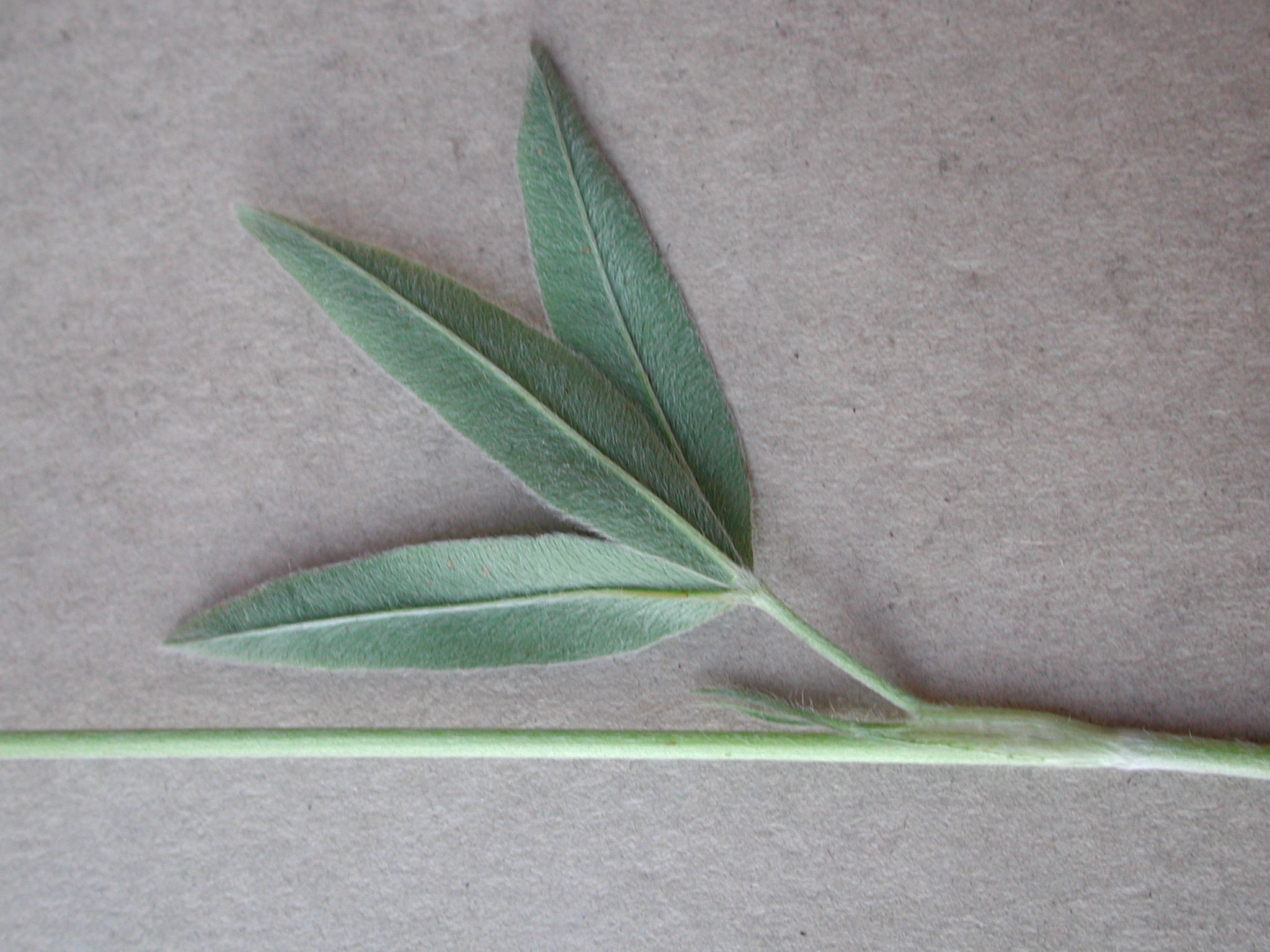
Trojčetný list
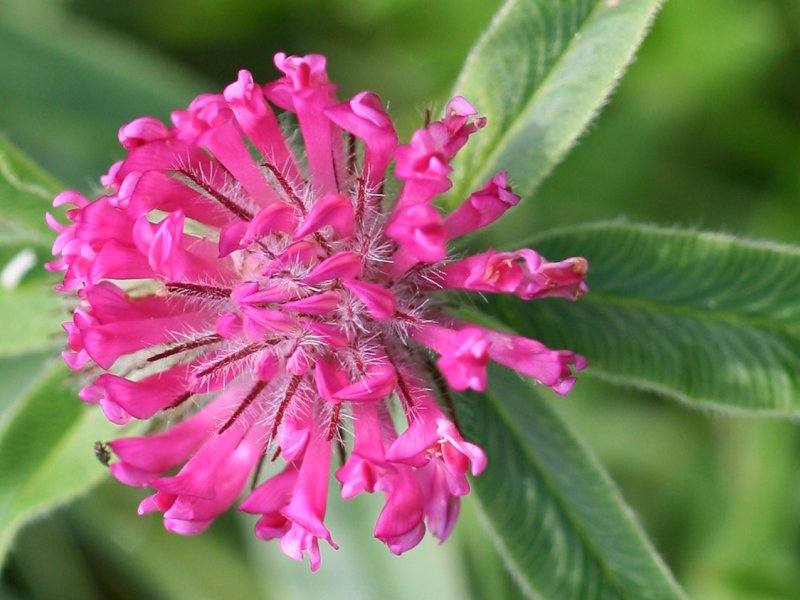
Květenství